# Романтична драма
Романтична драма — вид драми, що розвинувся за доби романтизму на противагу поетиці класицистичної драми, а також під впливом творчості Вільяма Шекспіра, барокової іспанської драми (Лопе де Вега, Кальдерон) та міщанської драми, особливо мелодрами. Типовими представниками романтичної драми були: Віктор Гюго, Альфред де Мюссе, Юліуш Словацький, Адам Міцкевич. Ця форма характеризується розривом арістотелівських правил класичної трагедії.

## Теорія романтичної драми

### Критика драматургічних бар'єрів
Романтична драма — це літературний жанр теоретизований Віктором Гюго (лідером романтичного руху) і під впливом театру бароко Шекспіра, а також німецьких романтиків (Генріха фон Клейста, Фрідріха Шиллера). Це в основному історичний театр, де змішалися різні стилі: трагедія, пафос, але також комедія і бурлеск. Ця нова форма театру, розроблена такими різними авторами, як Віктор Гюго, Олександр Дюма, Віньї і Мюссе, відмовляється протистояти зобов'язанням і правилам класичного театру, таким як дотримання трьох одиниць (місце, час, дія) або повага до доречності.

### Популярна естетика
Історик майбутнього і політик Франсуа Гізо стверджує ідею у його «Житті Шекспіра» (1821), що театр є популярним святом, яке люди не можуть дозволити собі і артист повинен його принести. Для нього, як для тих, хто в політиці звані лібералами, театр повинен бути написаний для всієї нації, в епоху, яка бачила глибокі зміни з кінця старого режиму, і як і раніше захоплені історією, про що свідчить успіх історичних романів (як «Айвенго» Вальтера Скотта) або появою великих істориків (Тьєррі, Гізо Мишле). Ця популяризація театру відбулася особливо через не- субсидовані паризькі театри на знаменитому бульварі Тампль, перейменованому на Бульвар злочинів в відповідності до теми більшості п'єс. Тепер кожен знайде в романтичній драмі елементи мелодрами, такі як багаторазові повороти, присутність людей відзначено як зрада або дівчина, з якої знущалися і драматичні джерела, такі як кинджал або отрута.
Віктор Гюго описав основні теоретичні напрямки романтичної драми в «Передмові до Кромвелю» (1827). За словами Віктора Гюго, існує три моменти, що визначають поезію: ода, епічна, драма. Первісні часи лірики, стародавні часи епосу, сучасні часи драми. Драма стає кінцевою точкою, запросивши всю реальність: 
| Le théâtre est un point d'optique. Tout ce qui existe dans ce monde, dans l'Histoire, dans l'homme, tout doit et peut s'y réfléchir, mais sous la baguette de l'art. |
У нової естетики, нової драматургії свобода мистецтва супроводжується вимогою тотальності, сумішшю жанрів і тонів.

## РеволюціяКромвеля

### Новий погляд на історію
Романтична драма XVIII століття ілюструється Дідро, Бомарше або також Мерсьє, які зараз є на сцені буденної буржуазної. З плином Революції, напрямок кардинальних змін і стає історією; історія не належить до того потужного, як і в класичній драматургії, але ж до людей, які поступово запрошені до сцени. Це, наприклад, випадок в «Рюи Блаз» Віктора Гюго, де простий слуга стає прем'єр — міністром королеви Іспанії.

### Герой романтичної драми
Це критично, реагуючи на зростання цифр, що відстоюються Аристотелем в його «Поетиці». Проспер Меріме, також історик, пише з Жакерією (1828) драму як розмовну розповідь, яка поглинає читача XIV століття і пропонує інтерпретацію селянського повстання Бове.
Унікальність місць була підірвана безліччю сидячих, де виголошується тоталізація мети, прагнення до точності. Ця свобода у виборі місця і великою кількістю символів зробила ці п'єси важкими до переробки: Кромвель, який має 60 символів в дії до 6000, дуже важко зіграти. Що стосується «Шоу в кріслі» Альфреда де Мюссе, то п'єса просто не написана для сцени.
Романтичний герой піддається індивідуалістичнії європейськії хвилі, яка виражається насамперед за все правами людини і образом Наполеона. Він відзначений розчаруванням, печаттю, як вираження «Ролла» Мюссе. Саме романтичний характер часто розділяється, відзначений співіснуванням гротеску і піднесеного. Гротеск це опитування virtus великої людини за фактом його специфічної людської слабкості: випадок Олівера Кромвеля і Лоренцаччо.

## Битва Ернані
Протягом перших виступів Ернані, в 1830 році, зробив запеклий бій між прихильниками і противниками п'єси. Ця сварка незабаром стала однією з класицизму і романтизму, древнього і сучасного. Таким чином, здається, що критики романтичної драми багато будуть виступати для Ернані, щоб порушити його хороший прогрес, кулачні бої спалахнули потім між противниками і прихильниками Гюго. Виступи могли тривати до п'яти годин, коли свистки і метальні снаряди турбували акторів.
Символістська драма Вільє де Ліль-Адам і Метерлінка є нащадками романтичної драми в його індивідуалізмі, його суб'єктивізмі, а також його ностальгії.